# Livio Tovini
Livio Tovini (Brescia, 17 marzo 1876 – Predore, 17 maggio 1951) è stato un avvocato, giornalista e politico italiano. Figura di spicco del movimento cattolico e tra i fondatori del popolarismo, ricoprì un ruolo di primo piano nella corrente clerico-fascista del Partito Popolare Italiano.

## Biografia

### Gli anni della formazione
Nato a Brescia il 17 marzo 1876, Livio Tovini era il primogenito di Giuseppe Antonio Tovini ed Emilia Corbolani. Crebbe in un ambiente fortemente influenzato dai valori cattolici, immerso nel clima di fermento che caratterizzava il movimento cattolico italiano, all’interno del quale suo padre era un esponente di spicco della corrente intransigente.
Il suo percorso educativo iniziò presso il Collegio Ven. Alessandro Luzzago di Brescia, proseguendo al Collegio Vida di Cremona, dove ottenne la licenza liceale nel luglio 1894. Nello stesso anno, Livio si iscrisse alla facoltà di giurisprudenza dell’Università degli Studi di Padova, vivendo in un pensionato gesuita. Il 28 novembre 1898, un anno dopo la morte del padre, si laureò con il massimo dei voti. In seguito, intraprese un periodo di studi in diverse città europee, tra cui Bonn, Friburgo, Lilla, Losanna, Lovanio e Rouen, perfezionando le sue conoscenze linguistiche in francese, tedesco, inglese e spagnolo. Tornato a Brescia, iniziò a lavorare come avvocato nello studio legale ereditato dal padre, insieme al fratello Daniele (1882-1962).

### Il ruolo nel movimento cattolico bresciano
Durante gli anni della sua formazione, Livio Tovini ebbe un ruolo di primo piano nel movimento cattolico bresciano. A soli 16 anni, divenne socio attivo e segretario dell’Unione Leone XIII degli studenti cattolici bresciani, fondata nel 1892 per promuovere l’associazionismo cattolico di stampo intransigente. Nel dicembre 1895, fu nominato presidente dell’associazione, avviando un periodo di intenso rinnovamento e di maggiore adesione ai princìpi della corrente intransigente. Livio si distinse come un fervente difensore della causa cattolica, promuovendo l’assoluta fedeltà alle direttive papali, opponendosi alle idee di matrice liberale e manifestando preoccupazione per comportamenti poco edificanti all’interno dell’associazione.
Tra i suoi principali obiettivi vi era l’unificazione dei circoli giovanili cattolici sparsi in Italia. Per questo, si impegnò attivamente nel progetto che portò, nel 1896, alla nascita della Federazione Universitaria Cattolica Italiana. Livio intrattenne una fitta corrispondenza con il presidente Luigi De Matteis e cercò di coinvolgere figure influenti del movimento cattolico, tra cui don Romolo Murri, per rafforzare la Federazione. Il suo impegno lo portò a essere scelto come organizzatore e guida del primo Congresso Internazionale degli Studenti Universitari Cattolici, tenutosi a Roma dal 3 al 7 settembre 1900, evento di grande successo che culminò con un’udienza concessa da Papa Leone XIII a Livio e a un gruppo di giovani partecipanti.
Durante questo periodo, Livio stabilì rapporti epistolari con importanti esponenti del movimento cattolico nazionale, tra cui il giornalista don Davide Albertario, l’economista Giuseppe Toniolo e il notaio Giuseppe Micheli, rafforzando ulteriormente il suo ruolo di collegamento e promotore di idee tra le diverse anime del cattolicesimo italiano.

### L’operato in Valle Camonica
Non trovando spazio per le sue iniziative a Brescia e ispirato dall’eredità paterna, Livio Tovini si dedicò al rilancio culturale, economico e sociale della Valle Camonica. Il suo impegno nella vallata prese avvio con la nomina a consigliere provinciale per il territorio camuno nel 1903, incarico che mantenne fino al 1914. La Valle Camonica, storicamente contesa tra Brescia e Bergamo, viveva tra Ottocento e Novecento un periodo di transizione: un’agricoltura arretrata e orientata all’autoconsumo si affiancava all’ascesa di un settore industriale alimentato dall’uso delle risorse locali.
Nel 1902 fondò, insieme ai cattolici locali, la Lega Cattolica Popolare Camuna, un’organizzazione dedicata al coordinamento delle attività cattoliche. Nel 1904 fu tra i fondatori dell’Associazione Pro Valle Camonica, volta a favorire il progresso socio-economico e culturale della vallata. Si distinse anche per l’impegno a favore dei lavoratori, promuovendo le Unioni Cattoliche del Lavoro per offrire un’alternativa cristiana al crescente movimento socialista.
Altre iniziative riguardarono la creazione del Segretariato del Popolo, l'Unione fra gli Emigranti Camuni, la Cattedra di Breno, il Consorzio Agrario Cooperativo, il giornale La Valcamonica, la Tipografia Camuna, lo sfruttamento dell'energia idroelettrica per lo sviluppo industriale, la costruzione di strade, il completamento della linea ferroviaria, la creazione della linea telefonica e il miglioramento del sistema scolastico locale.
Grazie alla guida di Tovini e al supporto dei parroci locali, la Valle Camonica divenne una roccaforte dell’intransigentismo cattolico. Il suo operato contribuì a migliorare la situazione generale della vallata, intervenendo in ambiti chiave come l’agricoltura, l’industria, il commercio, la cultura, il sociale e il turismo.

### Altre iniziative
Nel primo decennio del Novecento, Livio Tovini affiancò l’impegno in Valle Camonica a numerose attività di rilevanza bresciana e nazionale.
Nel 1900 contribuì alla creazione della Lega degli Insegnanti Cattolici a Brescia, nel 1902 partecipò alla fondazione della Federazione Giovanile Leone XIII, nel 1904 partecipò alla creazione dell'Editrice La Scuola, nel 1906 fu tra i promotori dell’Associazione Magistrale Italiana "Niccolò Tommaseo" e nello stesso anno venne nominato consigliere dell’Unione Economico Sociale fra i Cattolici Italiani.
Parallelamente, Tovini si distinse nell’ambito editoriale, diventando direttore della rivista bergamasca Azione Sociale e del periodico bresciano La Voce del Popolo. Collaborò inoltre con don Gerolamo Pavanelli a progetti volti a sostenere le classi popolari e promosse eventi sportivi a supporto della sezione camuna del Club Alpino Italiano.
Sul piano personale, nel 1904 Tovini sposò Maria Baj, figlia del noto pasticcere milanese Giuseppe Baj. Tuttavia, il matrimonio, segnato da una forte disparità di aspettative e affetti, si rivelò infelice fin dall’inizio. Pur dando alla luce due figli, Giuseppe e Franco, l’unione subì un colpo definitivo con la tragica morte di Giuseppe, avvenuta nel 1917 all’età di soli 12 anni. Questo evento provocò un irreparabile distacco tra i coniugi: Maria si allontanò dal marito e rinunciò alla pratica religiosa, mentre il rapporto con il figlio Franco si deteriorò progressivamente.

### L’ingresso alla Camera dei deputati
Nelle elezioni politiche del 1909, Livio Tovini venne candidato per il Collegio di Breno all'interno dello schieramento clerico-moderato. La campagna elettorale fu particolarmente intensa: in tutta la Valle Camonica si formarono comitati e si tennero adunanze in suo sostegno, mentre Livio pubblicò una lettera aperta agli elettori per illustrare il proprio programma.
Il candidato rivale è l’on. Baldassarre Castiglioni, un personaggio che non è mai stato completamente accettato dai camuni perché considerato un “forestiero” e osteggiato per la sua percepita lontananza dalla comunità locale. L’elezione vide attacchi reciproci: Castiglioni venne descritto dai cattolici come nemico della religione e delle tradizioni, mentre Tovini fu criticato dai liberali come un arrogante oppositore del progresso. Tuttavia, il carisma di Livio, unito al sostegno determinante del clero locale, risultò decisivo.
Il risultato elettorale sancì un netto successo per i clerico-moderati, che conquistarono sette degli otto collegi bresciani, tra cui quello di Breno, dove Livio Tovini venne eletto deputato a soli 33 anni. Fin dai primi passi alla Camera dei deputati, si distinse per eloquenza e capacità politica, nonostante l’assenza di un partito cattolico strutturato o di alleanze consolidate. Grazie alla sua abilità oratòria e alla profonda conoscenza delle questioni locali e nazionali, divenne presto una figura rispettata. La sua prima legislatura fu caratterizzata da un forte impegno a favore dei suoi elettori, guadagnandosi un certo livello di fiducia e affermandosi come una figura di riferimento per il cattolicesimo sociale dell'epoca.
Tra i suoi principali interessi politici figuravano la regolamentazione dell’alpeggio camuno, le leggi a favore delle zone montane, la derivazione delle acque, il miglioramento delle condizioni dei piccoli proprietari terrieri e la promozione della libertà di organizzazione. In ambito economico, si schierò a favore di una riduzione del dazio sul grano e di una riforma dei servizi di appalto dello Stato. Sul fronte dei diritti civili, si distinse per il suo sostegno al suffragio universale, alla rappresentanza proporzionale e all'estensione del diritto di voto alle donne.

### La legislatura della Grande guerra
Nel 1913, forte del successo ottenuto nella sua prima legislatura e del sostegno della comunità cattolica camuna, Livio Tovini si ricandidò nel Collegio di Breno per le elezioni politiche. Il suo principale avversario fu l’avvocato Tiziano Barbetta, candidato liberale poco conosciuto nella Valle Camonica e osteggiato per la sua provenienza milanese, la sua ideologia liberale e il suo anti-clericalismo. L'on. Tovini ottenne una vittoria netta, trionfando in tutti i seggi tranne quello di Malegno, e la sua elezione fu festeggiata con celebrazioni in tutta la vallata.
La XXIV legislatura, però, fu segnata dalla Prima guerra mondiale. In un primo momento, l'on. Tovini espresse posizioni neutraliste, criticando gli interventisti e ritenendo la guerra ingiustificata. Tuttavia, con l'invasione del Belgio, la morte di Papa Pio X e l'esplosione del nazionalismo, molti cattolici, incluso l'on. Tovini, iniziarono ad appoggiare una “neutralità positiva”. Questo cambiamento comportò una maggiore accettazione della politica del governo Salandra, pur mantenendo riserve sulla partecipazione attiva al conflitto.
Durante gli anni di guerra, Tovini intensificò il suo impegno per la creazione di un autonomo partito cattolico. Il 21 maggio 1916, in occasione del 25º anniversario dell’enciclica Rerum Novarum, pronunciò a Monza un discorso che divenne un manifesto politico del nascente popolarismo. Le sue parole suscitarono reazioni contrastanti all'interno del mondo cattolico, tra sostenitori e critici della sua visione.
Tuttavia, l'iniziativa dell'on. Tovini non ebbe seguito, contribuendo a mettere fine alla sua carriera politica nel Collegio di Breno. I contrasti con la maggioranza transigente, le critiche su alcune vicende familiari e la sua presunta vita dissoluta a Roma indebolirono la sua posizione. Sentendosi boicottato e messo da parte, pur continuando a svolgere il ruolo di deputato fino alla fine della legislatura, l'on. Tovini iniziò a considerare seriamente l'idea di ritirarsi dalla politica per dedicarsi esclusivamente all'avvocatura.

### Il ruolo nel Partito Popolare Italiano
Nel 1919, a seguito della nascita del Partito Popolare Italiano, Livio Tovini accettò l’offerta dei leader del partito di candidarsi nei Collegio di Mantova e nel Collegio di Vicenza. Fu eletto nel territorio vicentino, ottenendo più voti dell’ex sindaco Roberto Zileri Dal Verme, ma la sua candidatura suscitò polemiche tra alcuni settori cattolici e numerosi quotidiani locali, che lo accusarono di essere stato imposto dalla Santa Sede a discapito di possibili candidati locali e di avere scarsa presenza nel territorio.
Nonostante le critiche, l'on. Tovini consolidò la sua posizione all’interno del Partito Popolare Italiano, venendo nominato segretario del gruppo parlamentare popolare, membro del Consiglio nazionale del partito e membro della Commissione per gli Affari Esteri alla Camera. Inoltre, fu scelto come segretario della Commissione Parlamentare d’Inchiesta sull'Ordinamento e il Funzionamento delle Amministrazioni Centrali, assumendo un ruolo di rilievo nella politica nazionale.
Nel 1921, a causa di difficoltà nei rapporti con l'elettorato cattolico vicentino, l'on. Tovini fu spostato nel Collegio di Belluno per le elezioni. Durante questa legislatura, fu nominato vice-presidente della Camera, ma dovette cedere il posto all'on. Cavazzoni quando fu inviato in Germania dal Partito Popolare Italiano per studiare l’organizzazione del controllo operaio tedesco.

### L’espulsione dal Partito Popolare Italiano
Nel settembre del 1922, Livio Tovini, nel corso di una visita a Feltre, tenne un discorso che suscitò un ampio dibattito all'interno del Partito Popolare Italiano. Analizzando la complessa situazione politica italiana, l'on. Tovini tentò di delineare una posizione chiara per il suo partito. Pur riconoscendo sia i limiti del socialismo che l'immaturità del nascente fascismo, sostenne che il Partito Popolare non potesse adottare una posizione equidistante tra queste due forze politiche. Affermò, infatti, che il socialismo fosse ideologicamente più distante dalle posizioni popolari rispetto al fascismo. Questa presa di posizione innescò un'accesa discussione interna al partito, già profondamente diviso su come affrontare la nuova realtà politica italiana.
Nell'ottobre del 1922, Livio Tovini delineò in modo più chiaro la sua adesione al fascismo. Al Congresso Mandamentale Popolare di Cividale del Friuli dichiarò apertamente il fallimento di liberalismo e socialismo, sostenendo che il futuro dell'Italia fosse nelle mani del fascismo. Questa presa di posizione lo consacrò come uno dei principali esponenti del clerico-fascismo, una corrente all'interno del Partito Popolare Italiano che vedeva nel governo Mussolini la soluzione al rapporto Stato-Chiesa e la promozione dei valori cattolici.
Le crescenti simpatie dell'on. Tovini per il fascismo allarmarono la dirigenza del Partito Popolare Italiano, in particolare don Luigi Sturzo. Quest'ultimo avviò un'inchiesta sulle attività politiche del deputato popolare, preoccupato per l'impatto che queste posizioni avrebbero potuto avere sul futuro del partito. Tuttavia, l'on. Tovini non si fece dissuadere, anzi, ribadì più volte la necessità di una adesione incondizionata al governo Mussolini.
Il culmine della tensione si raggiunse durante il Congresso nazionale del Partito Popolare Italiano a Torino nel 1923, dove la maggioranza dei popolari optò per una linea più cauta e per l'adesione condizionata al fascismo. Questa decisione segnò una definitiva rottura tra la maggioranza del partito e l'on. Tovini, che il 15 maggio 1923 venne espulso dalla compagine popolare. 
Nonostante il sostegno di molte figure di spicco, l'on. Tovini sentiva sempre più insostenibile la sua posizione in Parlamento. Il 9 luglio, decise di rassegnare le dimissioni. Tuttavia, la Camera, su proposta dell'on. Ducos, le respinse con una votazione.

### Deputato cattolico-nazionale-clerico-fascista
Le elezioni politiche del 6 aprile 1924 si svolsero secondo il nuovo sistema elettorale voluto da Giacomo Acerbo, concepito per ridurre la frammentazione politica. In un clima di violenza e repressione, il Partito Popolare Italiano si presentò alle elezioni senza alleanze, proponendo un programma democratico e diventando uno dei principali bersagli delle aggressioni fasciste. Tra le iniziative volte a dividere e indebolire l’opposizione cattolica, spicca il Manifesto Crispolti, pubblicato nel gennaio 1924, in cui i clerico-fascisti invitavano i cattolici a collaborare con il regime. L'on. Tovini fu tra i 150 firmatari del manifesto e ottenne il sostegno di Benito Mussolini, che lo incluse nella Lista Nazionale come candidato cattolico-nazionale-clerico-fascista per il Collegio Unico Nazionale nel Veneto.
Nonostante una partecipazione meno attiva alla vita parlamentare rispetto al passato, l'on. Tovini assunse ruoli significativi all’interno delle commissioni, dove si dedicò all'esame di progetti di legge cruciali per il consolidamento del regime fascista. Nonostante non abbia preso pubblicamente posizione sul delitto Matteotti, la sua richiesta formale di iscrizione al Partito Nazionale Fascista, pochi giorni dopo l'omicidio, testimonia la sua adesione incondizionata al regime e la sua volontà di partecipare attivamente alla costruzione dello Stato fascista.
L'on. Tovini partecipò al voto su numerosi provvedimenti fondamentali per il consolidamento del regime fascista. Tra questi, espresse voto favorevole alla legge contro le società segrete (19 maggio 1925), alla dispensa dal servizio per i funzionari pubblici (19-20 giugno 1925), e alla legge sulla stampa periodica (31 dicembre 1925). Votò inoltre a favore della facoltà del potere esecutivo di emanare norme giuridiche (31 gennaio 1926), della disciplina dei rapporti collettivi di lavoro (3 aprile 1926), e delle disposizioni sull’ordinamento e le attribuzioni del Gran Consiglio del Fascismo (9 dicembre 1928). Sostenne anche la delega al governo per l’attuazione della "Carta del lavoro" (13 dicembre 1928).

### La nomina a senatore
Alla fine del 1928, il rapporto tra Livio Tovini e il territorio bellunese si deteriorò, spingendolo a cercare nuove opportunità politiche a livello nazionale. La richiesta dell'on. Tovini di essere nominato ministro plenipotenziario si inserisce in questo contesto. Sebbene tale incarico gli venga negato, il regime riconobbe il suo fedele servizio e lo premiò con la nomina a senatore. Nonostante alcune resistenze iniziali, la nomina fu confermata, dimostrando la capacità del regime di imporre le proprie scelte di fascistizzazione.
Dopo la nomina a senatore, Livio Tovini si ritirò progressivamente dalla scena pubblica, dedicandosi a interessi personali. La passione per la pittura e una vita più mondana sostituirono l'impegno politico che lo aveva caratterizzato in precedenza. Tuttavia, la sua ambizione politica non si spense del tutto, come dimostra la richiesta di un incarico diplomatico all'estero, avanzata a Mussolini nel 1929. Questa richiesta, unita alla sua precedente adesione al fascismo, evidenzia l'opportunismo politico che caratterizzò la sua carriera, sempre alla ricerca di nuove opportunità e riconoscimenti.
Nel 1935, nonostante l'età avanzata, Tovini manifestò un rinnovato ardore patriottico, presentando domanda di arruolamento per la campagna in Africa Orientale. Sebbene la richiesta non trovasse accoglimento, la sua adesione incondizionata al progetto coloniale italiano fu evidente anche nella sua firma all'ordine del giorno contro le sanzioni della Società delle Nazioni.
Tra il 1934 e il 1939, diresse la rivista L’Economia Nazionale, mentre dal 1940 al 1942 fu direttore de L’Illustrazione Romana.
Le vicende dell'on. Tovini durante gli ultimi anni del regime fascista e il periodo della Repubblica Sociale Italiana rimangono avvolte nel mistero. La scarsità di documentazione non consente di ricostruire con precisione i suoi spostamenti e le sue attività. È probabile che si sia rifugiato in una delle città a lui care, come Milano, Venezia o Brescia, dove avrebbe potuto trovare rifugio e discrezione.
L'unica testimonianza documentata di questo periodo è una supplica presentata nel 1943 a Pietro Badoglio. In essa, l'on. Tovini, oberato da debiti contratti in speculazioni rischiose, chiese un incarico che potesse garantirgli una fonte di reddito stabile. La richiesta, presentata in un momento di grande instabilità politica, evidenzia l'ennesimo tentativo dell'on. Tovini di sfruttare la situazione per ottenere un vantaggio personale. La firma dell'Armistizio di Cassibile, avvenuta poco dopo, pose bruscamente fine a queste speranze.

### L’epurazione
Con la caduta del regime fascista, Livio Tovini si trovò ad affrontare le conseguenze delle sue scelte politiche. Denunciato dall'Alta Corte di Giustizia per le sanzioni contro il fascismo, si ritrovò coinvolto in un lungo e complesso processo giudiziario che si concluse il 25 luglio 1945 con la decadenza dalla carica di senatore
Il successivo ricorso, presentato nel 1946, si rivelò infruttuoso, segnando definitivamente la sua caduta in disgrazia e il suo isolamento dalla scena politica. La condanna giudiziaria segnò la fine di una carriera politica brillante, ma anche l'inizio di un lungo percorso di ripensamento e di rivalutazione delle proprie scelte.
Livio vide macchiata indelebilmente la sua reputazione. La sua figura, un tempo rispettata, fu relegata ai margini della storia.

### Gli ultimi anni
Condannato dall'Alta Corte di Giustizia e privato di ogni incarico pubblico, Livio Tovini visse gli ultimi anni della sua vita in un progressivo isolamento. Dopo un breve periodo trascorso tra Parigi e Bergamo, si ritirò definitivamente a Predore, dove si dedicò a una vita appartata, segnata dalla riflessione e dal rimpianto. 
Lontano dai fasti della politica, trovò conforto nella fede, nella pittura, nel giardinaggio e nella lettura di testi religiosi. Mantenne comunque alcuni legami con il mondo ecclesiastico, esercitando marginalmente la professione di avvocato presso la Sacra Romana Rota e intrattenendo una corrispondenza con parroci locali.
Colpito da una grave polmonite verso la fine del 1950, Livio Tovini si spense a Predore il 17 maggio 1951. Venne sepolto nel cimitero di Predore, sotto una lapide sobria, e la sua scomparsa passò inosservata. Nel 1971, le sue spoglie furono trasferite a Cividate Camuno, in un'atmosfera di generale indifferenza, a testimonianza dell'oblio in cui era caduta la sua figura.